# Tigers in the Snow
Tigers in the Snow (Les Tigres dans la neige en version française) est un jeu vidéo de type wargame créé par Chuck Kroegel et David Landrey et publié par Strategic Simulations en 1981 sur Apple II avant d'être porté sur Atari 8-bit, Commodore 64 et IBM PC. Le jeu se déroule pendant la Seconde Guerre mondiale et simule la bataille des Ardennes de décembre 1944. Lors de celle-ci, les Allemands tentent d’enfoncer les lignes américaines en Ardenne et ainsi de pénétrer dans la Meuse en prenant le contrôle de plusieurs villages dont Bastogne. Ils s’appuient pour cela sur leurs unités de Panzer. De leur côté, les alliés tentent de stopper l’offensive allemande et de tenir les villes jusqu’à l’arrivée de renforts. Le joueur dirige les forces alliées ou allemandes et peut affronter l'ordinateur ou un autre joueur. Les troupes allemandes sont plus fortes mais ne peuvent pas recevoir de renforts alors que les alliés peuvent compter sur l’arrivée régulière de nouvelles troupes.

## Trame
Le jeu se déroule pendant la Seconde Guerre mondiale et simule la bataille des Ardennes de décembre 1944. Lors de celle-ci, les Allemands tentent d’enfoncer les lignes américaines en Ardenne et ainsi de pénétrer dans la Meuse en prenant le contrôle de plusieurs villages dont Bastogne. Ils s’appuient pour cela sur leurs unités de Panzer. De leur côté, les alliés tentent de stopper l’offensive allemande et de tenir les villes jusqu’à l’arrivée de renforts,.

## Système de jeu
Tiger in the Snow peut se jouer seul ou à deux et en solo, l'ordinateur peut contrôler aussi bien les allemands que les alliés. Les troupes allemandes sont plus fortes mais ne peuvent pas recevoir de renforts alors que les alliés peuvent compter sur l’arrivée régulière de nouvelles troupes,. Le jeu propose une option qui permet de régler la force de chaque camp sur une échelle allant de un à neuf. Le jeu se déroule au tour par tour. Chaque tour est divisé en plusieurs séquences : d'abord les mouvements puis l'attaque des troupes allemandes puis des troupes alliées, l'arrivée des renforts, le compte rendu du tour puis l'écran permettant de sauvegarder la partie. Pendant la séquence d'attaque, l'ordinateur liste les unités ennemies proches des unités alliées et le joueur choisit successivement d'attaquer ou non chaque unité à portée de tir. S'il décide d'attaquer, le jeu lui propose quatre niveau d'attaque : majeur, moyenne, légère ou reconnaissance. Les unités affaiblies par des pertes ou par leur état peuvent ainsi choisirs de réduire l'envergure de leur attaque. La résolution des combats est calculée par l'ordinateur et permet plusieurs résultats dont l'attrition, l'absence d'avancée, la retraite voir l'élimination des attaquants ou des défenseurs. Les unités ne peuvent pas se chevaucher, se croiser ou être décomposées. Chaque unité est caractérisé par son état (qui va de 0 à 7) qui influe directement sur le résultat des combats. Cet état change lorsque l'unité se déplace ou reste sur place afin de simuler l'influence des déplacements et de la communication sur sa cohésion. Entre chaque phase est présenté un compte rendu concernant l'approvisionnement, les stocks de carburant et les réserves de munition ainsi que les points de victoires obtenus par chaque camp.

## Versions
Tigers in the Snow est initialement publié par Strategic Simulations en 1981 sur Apple II avant d'être porté sur Atari 8-bit et IBM PC, puis sur Commodore 64 en décembre 1983. Il est ensuite publié en France en 1984 puis au Royaume-Uni par US Gold en 1986. Toujours au Royaume-Uni, il est également publié en 1987 dans une compilation baptisée War Game Greats qui inclut également trois autres wargame publiés par Strategic Simulations : Knights of The Desert, Battle for Normandy et Combat Leader.

## Accueil

### Critique

#### Sortie initiale
À sa sortie, Tigers in the Snow est plutôt bien accueilli par le journaliste Richard Charles Karr du magazine Computer Gaming World qui met néanmoins en avant le côté « frustrant » de certains aspects du jeu ainsi que l'absence de prise en compte de certains éléments historiques. Il regrette en effet qu'il soit impossible de dissoudre, de reformer ou de traverser une unité alliée. Il critique également l'absence d'un réseau routier dans le jeu, éléments qui d'après lui, a pourtant joué un rôle crucial dans la bataille des Ardennes. Malgré ces défauts, il estime que la « situation contesté » proposée par le jeu le rend « amusant » grâce à la tension causée par la menace de voir les allemands briser le plan défensif mis en place par le joueur. Il juge également que s'il n'est pas aussi innovant que d'autres titres publiés par Strategic Simulations, il mérite l'attention des fans de wargames du fait de sa conception qui représente une nouvelle étape dans le genre. La critique du jeu du journaliste Lenny Nelson dans le magazine Ahoy! est également mitigé. Celui-ci estime en effet que le jeu est réservé aux joueurs suffisamment motivés pour « étudier en détail son manuel » et à ceux disposés à jouer à un jeu ne proposant que peu d'action. Il note en effet que le jeu est aussi mouvementé qu'une partie de Scrabble, ce qu'il considère comme « embarrassant » puisque si celui-ci proposait des graphismes au niveau de ceux de Combat Leader (également publié par Strategic Simulation) il serait sans doute « imbattable ». Il juge néanmoins que le jeu compense ce manque d'action par son réalisme.
Dans une rétrospective consacrée aux wargames publiée en 1984, la journaliste Laurence Miller du magazine Micro Adventurer estime que Tigers in the Snow propose une expérience « agréable » du fait notamment de sa conception qui, d'après elle, illustre parfaitement les progrès réalisés dans le domaine des wargames sur ordinateur. Elle considère également que le jeu offre aux joueurs débutants un « vrai défi » tout en étant suffisamment paramétrable pour convenir aux joueurs plus expérimentés.

#### Réédition
| Tigers in the Snow |      |       |
| Média              | Nat. | Notes |
| Computer Gamer     | RU   | 93%   |
| Jeux et Stratégie  | FR   | 4/5   |
| Tilt               | FR   | 2/6   |
| Zzap!64            | RU   | 82%   |

Lorsque Tigers in the Snow est publié en France en 1984, le magazine Jeux et Stratégie le décrit comme un wargame « classique » et réaliste. Il met notamment en avant les différences d'objectif et de stratégie offertes par chacun des camps et estime que, quel que soit celui choisi, le jeu confronte le joueur à un vrai « problème stratégique ». Il juge également que son côté classique n'enlève rien à sa qualité et considère donc Tigers in the Snow comme une « belle simulation stratégique ».
Lorsque Tigers in the Snow est publié au Royaume-Uni en 1986, le magazine Zzap!64 lui attribue un score de 82 % et estime qu'il « commence à montrer des signes de vieillesse ». L'auteur du test note en effet qu'il lui manque les fonctionnalités des jeux Strategic Simulations plus récents et qu'il a plus de défaut que n'importe quel autre jeu du studio auquel il a joué jusque-là. Il considère néanmoins qu'il est nécessaire de prendre du recul pour le juger et que, s'il est assez « faible » pour un jeu Strategic Simulations, il faudra attendre longtemps pour qu'un autre studio publie une meilleure simulation de cette période de l'histoire.

### Rétrospective
Dans une rétrospective consacrée aux wargames publié en 1993, le journaliste Evan Brooks du magazine Computer Gaming World explique que ses graphismes « primitifs », ses mécanismes de jeu et son interface sont dépassés par rapport à ceux des wargames plus récents et ne lui attribue donc qu'une note de un sur cinq.